# Letov Š-31
El Letov Š-31 fue un avión de caza biplano construido en Checoslovaquia durante los años 1930.

## Historial operacional
El primer prototipo de la serie apareció en 1929 como el Š-31, siguiéndole varias versiones mejoradas. El vuelo de la definitiva y mejorada versión Š-231 tuvo lugar el 17 de marzo de 1933. Después de algunas mejoras y modificaciones, entró en producción al año siguiente y comenzó a equipar las unidades de caza checoslovacas en junio de 1936. Sin embargo, estos aparatos ya no se hallaban en servicio de primera línea en el momento de la ocupación alemana en 1939. Más tarde el Estado Eslovaco recibió algunas de las unidades capturadas por los alemanes.
La Segunda República Española compró una veintena de Letov Š-231, y posiblemente varios aparatos de otros modelos, como el Š-131 o el Š-331. Las primeras unidades llegaron a la Zona Norte en la primavera de 1937, donde se encontraban en total inferioridad. Tras las fuertes pérdidas sufridas en la Campaña del Norte, a mediados de 1938 los republicanos destinaron las unidades supervivientes a misiones secundarias, fueron agrupados en el grupo 71 junto a otros aparatos como los Vultee V-1 o Dewoitine D.371.
Al final de la contienda los sublevados capturaron al menos tres ejemplares supervivientes.

## Variantes

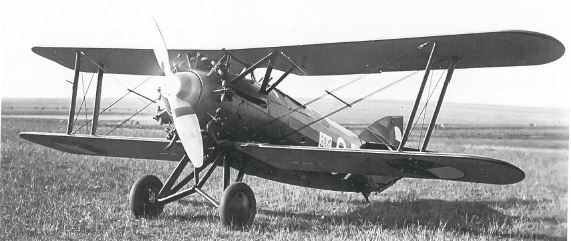
Letov Š-31

- Š-31 - Versión inicial, equipada con el motor Walter Jupiter (33 aparatos construidos)

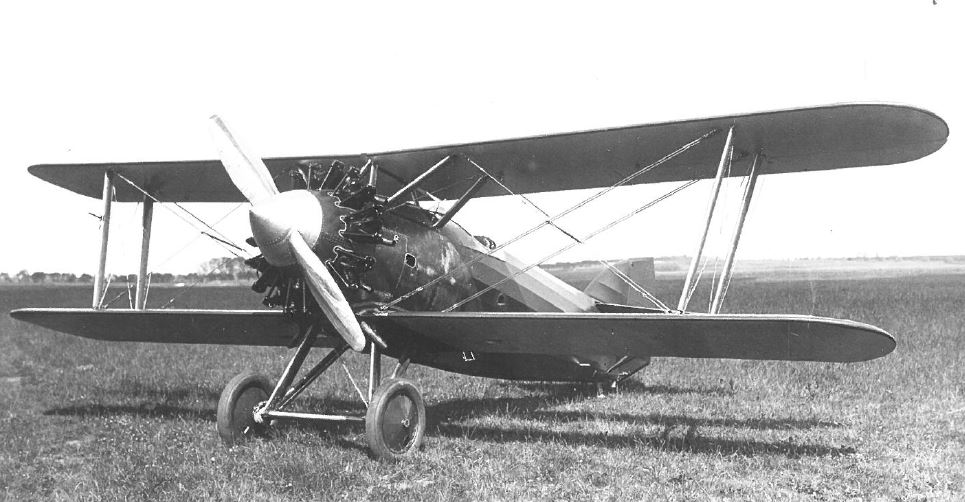
Letov Š-131

- Š-131 - versión de carreras equipada con un motor Pratt & Whitney R-1690 Hornet (3 aparatos construidos)
- Š-231 - versión principal, equipada con el motor Walter Mercury
- Š-331' - versión propulsada por el motor Walter K.14 (1 aparato construido)
- Š-431 - versión equipada con un motor Armstrong Siddeley Tiger (1 aparato construido)

## Operadores
Checoslovaquia
- Fuerza Aérea Checoslovaca

 Estado Eslovaco
- Fuerza Aérea Eslovaca

 República Española
 Fuerzas Aéreas de la República Española

## Especificaciones técnicas (Š-231)

### Características generales
- Tripulación: 1
- Longitud: 7,80 m
- Envergadura: 10,06 m
- Altura: 3,00 m
- Superficie alar: 25,5 m²
- Peso vacío: 1280 kg
- Peso máximo al despegue: 1770 kg
- Planta motriz: 1× radial Walter Mercury V-S2.
  - Potencia: 418 kW (576 HP; 568 CV)

### Rendimiento
- Velocidad máxima operativa (Vno): 348 km/h
- Alcance: 450 km
- Radio de acción: km
- Alcance en combate: km
- Alcance en ferry: km
- Techo de vuelo: 7800 m

### Armamento
- Ametralladoras: 2× ZB vz. 30 cal. 7,92 mm
- Bombas: 6 pequeñas bombas en montajes alares (opcional)